# یوآن ویسا
یوآن ویسا (انگلیسی: Yoane Wissa؛ زادهٔ ۳ سپتامبر ۱۹۹۶) بازیکن فوتبال اهل فرانسه است که به عنوان هافبک و مهاجم برای تیم برنتفورد در لیگ برتر بازی می‌کند.
وی همچنین در تیم ملی فوتبال جمهوری دموکراتیک کنگو بازی کرده‌است.